# Melanie Skillman
Melanie Soltysik Skillman (née le 23 septembre 1954 à Reading (Pennsylvanie)) est une archère américaine.

## Biographie
Aux Jeux olympiques d'été de 1988 se tenant à Séoul, Melanie Skillman remporte la médaille de bronze olympique par équipe avec Debra Ochs et Denise Parker.